# Jean-Yves Le Drian
Jean-Yves Le Drian (Lorient, 30 giugno 1947) è un politico francese.

## Biografia
Dal 17 maggio 2017 è Ministro dell’Europa e degli affari esteri nei governi guidati da Édouard Philippe e da Jean Castex. Dal 16 maggio 2012 al 17 maggio 2017 è stato Ministro della difesa, prima nel primo e nel secondo governo guidati da Jean-Marc Ayrault, e poi in quelli guidati da Manuel Valls e Bernard Cazeneuve.
Dal 18 dicembre 2015 al 2 giugno 2017 ha ricoperto la carica di presidente del Consiglio regionale della Bretagna.
Secondo vari giornali, Jean-Yves Le Drian è stato iniziato in Massoneria ed è membro del Grande Oriente di Francia.

## Onorificenze

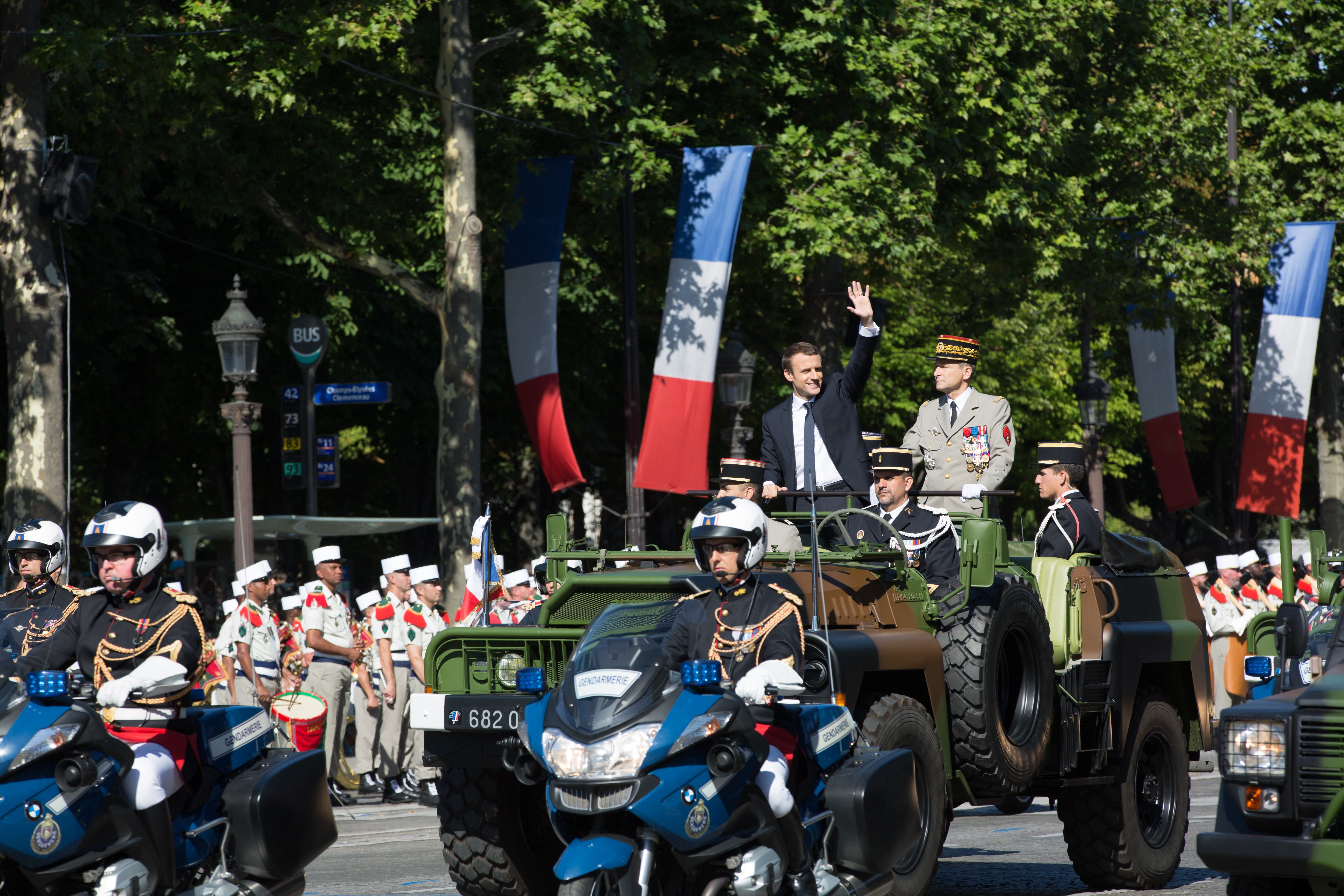
Macron alla sfilata del 14 luglio 2017 per gli studenti dell'Ecole Polytechnique.